# Jules-Marie-Victor Courcoux
Jules-Marie-Victor Courcoux né le 14 juillet 1870 à Lannion et mort le 28 mars 1951 à Orléans est un évêque d'Orléans.

## Biographie
Ordonné le 4 juin 1896, il part pour Nevers puis à l'école Massillon. Il entre au noviciat de l'Oratoire à Fribourg en 1910, pendant la Première Guerre mondiale, en exil, il  se met au service des prisonniers de guerre ce qui lui vaut en 1921, la croix de la Légion d'honneur avec la mention : « Directeur d'œuvres aux prisonniers de guerre, s'est particulièrement prodigué pour l'œuvre de rapatriement des grands blessés ».
Supérieur de la congrégation de l'Oratoire le 13 juin 1919 et nommé curé de la paroisse de l'église Saint-Eustache de Paris en 1922 par le cardinal Dubois, il prend une part active au renouveau de la congrégation de l'Oratoire en France.
Nommé évêque d’Orléans, à 56 ans, le 20 décembre 1926 et installé le 25 janvier 1927, il aide Madeleine Daniélou à s'implanter à Meung-sur-Loire en 1931. En 1932, il est impliqué dans l'affaire de la Banque commerciale de Bâle.
À sa  demande,  Jeanne d'Arc au bûcher  de Paul Claudel et Arthur Honegger est créée en France le 8 mai 1939 par Ida Rubinstein.
Durant la Seconde Guerre mondiale, il aide des juifs à échapper au nazisme et à la Gestapo et parmi eux, caché dans un petit séminaire à Orléans, le futur cardinal Jean-Marie Lustiger. Presque quarante ans plus tard, Jean-Marie Lustiger est un des successeurs de Courcoux comme évêque d'Orléans.
Il meurt à la veille de ses 81 ans.

## Distinction
- Chevalier de la Légion d'honneur (4 février 1921)[2]